# Кастелли, Хуан Хосе
Хуан Хосе Антонио Кастелли (исп. Juan José Antonio Castelli; 19 июля 1764, Буэнос-Айрес — 12 октября 1812, Буэнос-Айрес) — политический деятель и юрист Вице-королевства Рио-де-ла-Плата. Он активно участвовал в политике во время кризиса монархии и в движении Первой хунты, которое имело место в Буэнос-Айресе в мае 1810 года.

## Биография

### Ранняя жизнь и учеба
Родился 19 июля 1764 года в Буэнос-Айресе. Сын венецианского врача Анхеля Кастелли Саломона и Хосефы Вильярино, родственницы Мануэля Бельграно. Он обучался у иезуитов незадолго до их изгнания и посещал Национальный колледж Буэнос-Айреса, а затем должен был стать священником. Его отправили учиться в Колледж Монсеррата, часть Университета Кордовы. Он сосредоточился на изучении философии и теологии, но когда его отец умер в 1785 году, он оставил свою карьеру в священстве, к которому он не чувствовал призвания.
Отвергнув предложение своей матери отправить его учиться в Испанию в Университет Саламанки и Алькала-де-Энарес, вместе со своим двоюродным братом Мануэлем Бельграно, он поступил на юридический факультет Университета Чукисака, в Верхнем Перу (современная Боливия). Там он узнал о Французской революции и новых идеях эпохи Просвещения. Он также узнал о восстании Тупака Амару II 1782 года и угнетении коренных народов, что повлияло на его действия в его будущей кампании в Верхнем Перу. Перед возвращением в Буэнос-Айрес он посетил Потоси и стал свидетелем использования рабского труда на рудниках.
Хуан Хосе Кастелли вернулся в Буэнос-Айрес и основал юридическую фирму в доме своей семьи. Благодаря своим связям он также познакомился и подружился со своим братом Николасом Родригесом Пенья и его соратником Иполито Виейтесом. Кастелли женился на Марии Розе Линч в 1794 году, и у них было семеро детей: Анхела, Педро, Лучано, Алехандро, Франсиско Хосе и Хуана.

### Первые политические шаги

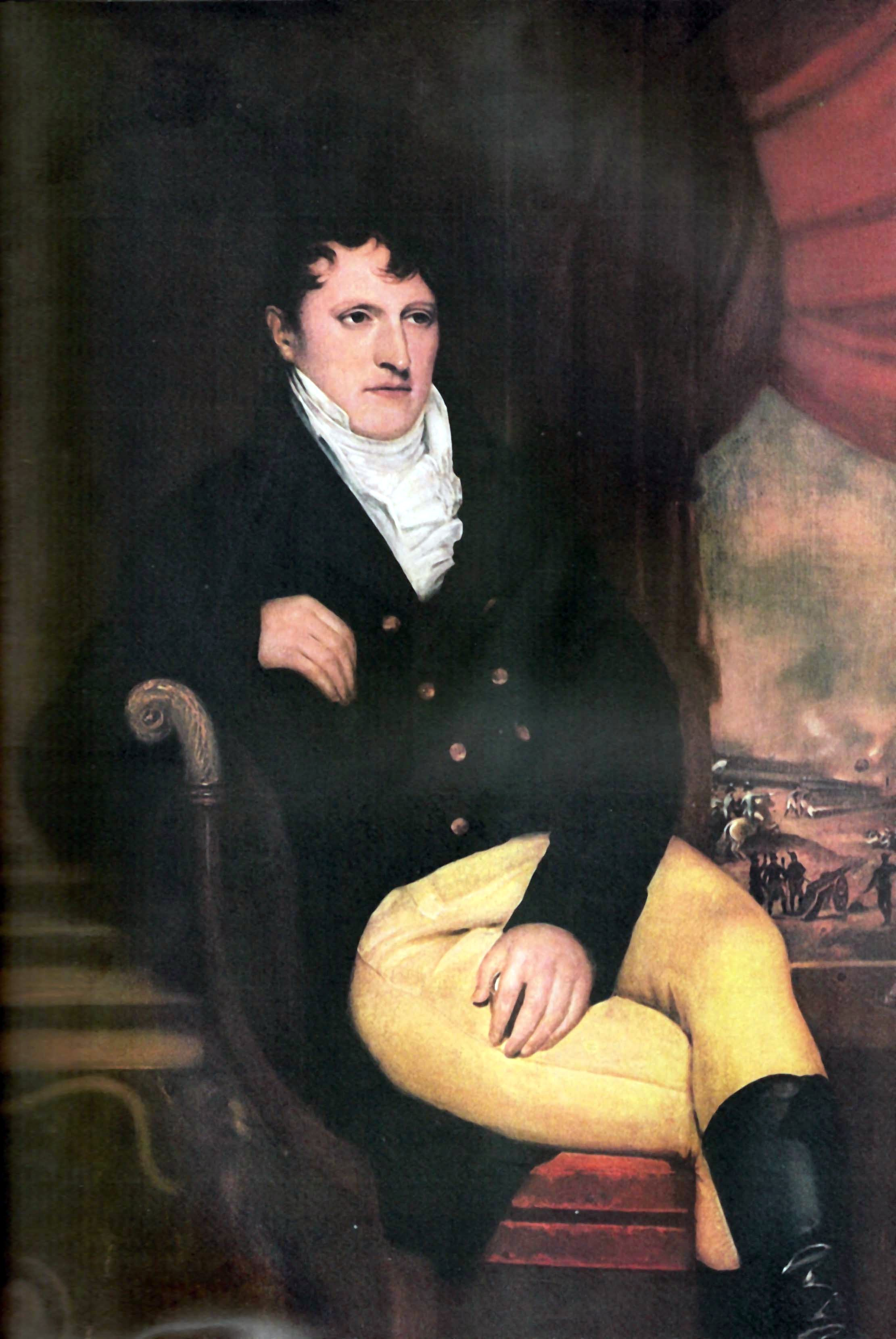
Мануэль Бельграно, двоюродный брат Кастелли, работал с ним в консульстве и в местных газетах.

Интеллектуалы вице-королевства получили и тайно распространили копию Декларации прав человека и гражданина, обнародованной Французской революцией в 1789 году. Тем временем Бельграно вернулся из Европы и был назначен постоянным секретарем нового консульства торговли Буэнос-Айреса. Бельграно и Кастелли разделяли схожие идеи относительно испанской торговой монополии и прав коренного населения. Бельграно попытался назначить Кастелли временным секретарем консульства в качестве своего помощника, но столкнулся с сильным противодействием со стороны торговцев метрополии, которые отложили назначение до 1796 года. Бельграно заболел во время своего пребывания в Европе, что заставило его взять длительный отпуск на работе, и он хотел, чтобы Кастелли стал его преемником, если он уйдет в отставку.
Аналогичная оппозиция была и во время выборов делегатов в Совет (Кабильдо) Буэнос-Айреса 1799 года: Кастелли был избран третьим рехидором, но был отвергнут торговцами, связанными с портом Кадиса. Конфликт продолжался год, пока видный местный торговец Корнелио Сааведра не написал меморандум, рекомендующий Кастелли. Вице-король Авилес наконец утвердил его в должности королевским указом в мае 1800 года. Кастелли, однако, отклонил пост из-за своей большой загруженности в консульстве. Это было воспринято как оскорбление торговцами метрополии, такими как Мартин де Альсага, который был влиятельным в Кабильдо.
Кастелли и Бельграно поддержали пару проектов Франсиско Кабельо и Месы, который только что прибыл из Испании. Кабельо предложил создать ложу «Патриотическое, литературное и экономическое общество» и издать газету. Эта газета, первая изданная в Буэнос-Айресе, называлась Telegrafo Mercantil. Однако оба проекта просуществовали недолго: ложа так и не была создана, а ее деятельность была запрещена королевским указом, а консульству было поручено прекратить поддержку газеты, которая затем была закрыта. Издаваемая Кастелли, Кабельо и Бельграно (секретарем издания), а также Хосе Мануэлем Лаварденом, Мигелем де Аскуэнагой и Фраем Каэтано Родригесом, Telegraph стала первым журналом, продвигавшим концепцию отечества, и первым, кто назвал жителей «аргентинцами».

### Выступление в журналистике
Одним из примеров является «Telegrafo Mercantil», в котором содержится стихотворение в честь недавно назначенного вице-короля Хоакина дель Пино. Идеи просвещения, особенно практические и утилитарные знания для улучшения качества жизни, проникли в Испанию поздно из-за изоляции, традиционалистских идей и испанской инквизиции. Именно эта необходимость вывести Испанию из ее растущей отсталости перед лицом развития других европейских держав заставила министров и королевских советников превратить эти идеи в «государственную политику». «Просвещенные» экономические, социальные, административные и политические изменения должны были прийти сверху вниз: «Все для людей, но без людей».

### Британские вторжения
Родригес Пенья познакомил Кастелли с ирландцем Джеймсом Флоренсом Берком, который сообщил Кастелли, что британское правительство поддерживает предложения, опубликованные Франсиско де Мирандой, которые направлены на освобождение латиноамериканских колоний от испанского колониального правления. Кастелли не знал, что Берк также работал шпионом, собирая информацию об испанских колониях. Используя обещания британской поддержки, Берк основал первое латиноамериканское тайное общество, организованное для таких целей. Отныне оно будет известно как «партия независимости» и в него входили Кастелли, Берк и основные авторы газеты Виейтеса. В конечном итоге Берк был раскрыт вице-королем Рафаэлем де Собремонте и изгнан из вице-королевства, но его участие в шпионаже не было раскрыто его соратникам.
«Партия независимости» была застигнута врасплох вторжением, поскольку британцы провозгласили уважение к религии, собственности, порядку, свободе и торговле, но не упомянули об идеалах Миранды. Они организовали интервью с британским виконтом Уильямом Карром Бересфордом, попросив его разъяснить, остаются ли обещания Берка в силе. Они также спросили, поддержит ли британское правительство попытку независимости. Бересфорд дал уклончивые ответы, заявив, что у него нет инструкций на этот счет. Он объяснил, что с недавней смертью премьер-министра Уильяма Питта и приходом к власти вигов ему нужны дальнейшие приказы.
Кастелли чувствовал, что британцы либо неспособны, либо не желают выполнять обещания, данные Берком, и ушел в отставку, чтобы избежать присяги на верность Британии. Сантьяго де Линьерс вскоре снова захватил Буэнос-Айрес, но Сатурнино Родригес Пенья помог Бересфорду бежать, надеясь повлиять на возможное второе вторжение для проведения реформ, поддержанных Берком и Мирандой. Однако второе британское вторжение снова ничего не выразило относительно идеалов Миранды, и Кастелли в конечном итоге решил сражаться против своих бывших союзников.
После успешной обороны города в 1807 году местные креолы увеличили свою политическую власть за счет более высокой военной роли. Между недавно назначенным вице-королем Сантьяго де Линьерсом и кабильдо Буэнос-Айреса во главе с Мартином де Альсагой возник спор. Оба попытались воспользоваться новой ситуацией и повлиять на креолов, чтобы они поддержали их. Альсага воздержался от обвинения Родригеса Пенья в содействии побегу Бересфорда, а Линьерс вооружил военные части креолов.

### Карлотизм

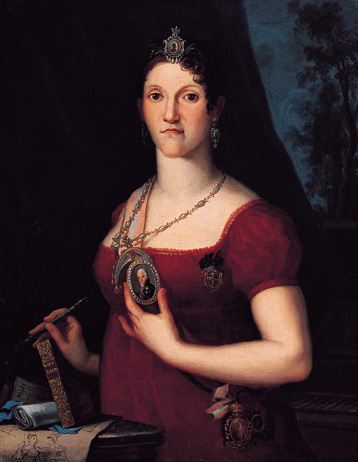
Карлота Испанская стремилась править Рио-де-ла-Плата в качестве регента.

Наполеон вторгся в Испанию в 1807 году, начав Пиренейскую войну. Король Испании Карл IV отрекся от престола в пользу своего сына Фердинанда VII, но Наполеон захватил его и назначил своего брата Жозефа Бонапарта королем Испании вместо него в серии передач испанской короны, известных как отречения в Байонне. Испанский народ организовал правительственные хунты, чтобы противостоять французской оккупации, и в течение нескольких месяцев Центральная хунта Севильи заявила о своей верховной власти над Испанией и колониями. Эта ситуация побудила принцессу Шарлотту Испанскую заявить о своем праве на регентство над испанскими американскими колониями.
В этом контексте Кастелли и Альсага замышляли свергнуть вице-короля Линьерса и создать местную правительственную хунту, похожую на ту, что была в метрополии. Этот проект не разделяли большинство туземцев и глава полка патрициев Корнелио Сааведра. Мануэль Бельграно предложил в качестве альтернативы поддержать планы принцессы Шарлотты, которые были поддержаны Кастелли и другими креолами. Бельграно, придерживавшийся монархических идей, утверждал, что проект карлотистов будет наиболее практичным средством достижения независимости от Испании в данных обстоятельствах. 20 сентября 1808 года Кастелли написал письмо Шарлотте с подписями Антонио Берути, Иполито Виейтеса, Мануэля Бельграно и Николаса Родригеса Пеньи.
Шарлотта отвергла эту поддержку: партия независимости стремилась установить конституционную монархию во главе с Шарлоттой, но она предпочла сохранить власть абсолютистской монархии. В результате она осудила письмо и организовала задержание Диего Паруасьена. Паруасьен, у которого было несколько писем к креолам, был обвинен в государственной измене. Кастелли был его адвокатом.
Хуан Хосе Кастелли добился оправдания Паруасьена, прибегнув к доктрине ретроверсии суверенитета народа, которая утверждала, что испанские американские земли были личным владением короля Испании, но не испанской колонией. Этот подход был уже старым, и он использовался для принятия законов в обоих округах, но в этом контексте Кастелли утверждал, что ни Совет Регентства, ни какая-либо другая власть Испании — кроме законного короля — не имели власти над Испанской Америкой. Кастелли сказал, что «воли народа Испании недостаточно, чтобы привести Индию к повиновению». Исходя из этих предпосылок, Кастелли успешно утверждал, что регентство, предложенное сестре пленного короля, хотя и не отрицало легитимность Фердинанда VII, не было актом измены, а законным политическим проектом, который должен быть решен испанским американским народом без вмешательства полуостровной Испании.
1 января 1809 года Мартин де Альсага собрал большинство батальонов из метроплии на Пласа-де-Майо и попытался поднять мятеж против вице-короля Сантьяго де Линьерса. Несколько креолов, такие как Мариано Морено, возлагали надежды на независимость в этой попытке, но большинство не сделали этого. Батальоны, все еще верные Линьерсу — Полк патрициев, другие батальоны креолов и оставшиеся испанцы — захватили Пласа и приказали мятежным силам отступить. Кастелли поддержал Линьерса, обвинив Альсагу в независимости. Хотя сам Хуан Хосе Кастелли был сторонником независимости и также стремился устранить Линьерса, он выступал против Альсаги по другим причинам: Альсага надеялся сохранить социальное господство пенинсуляров над креолами после того, как вице-король, выступавший против его интересов, будет свергнут. Альсага был побеждён, а власть креолов возросла: Альсага был сослан в Кармен-де-Патагонес, а испанские ополченцы, пытавшиеся совершить переворот, были распущены.
Новый вице-король, Бальтасар Идальго де Сиснерос, прибыл в июле, чтобы заменить Сантьяго де Линьерса, и независимая группа не договорилась о том, как реагировать. Кастелли предложил возобновить идею Альсаги о создании правящей хунты, но не под руководством испанцев. Бельграно настаивал на плане назначить Шарлотту регентом конституционной монархии, а Родригес Пенья предложил военный переворот, с Линьерсом во главе или без него. В конце концов они приняли точку зрения Корнелио Сааведры и отложили принятие мер до лучшей возможности.

### Майская революция

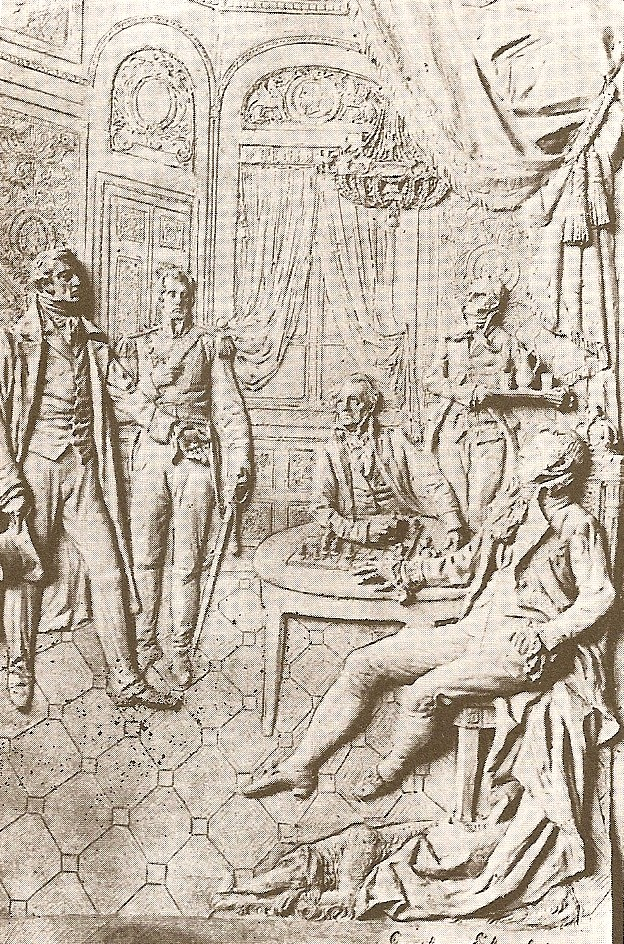
На этом барельефе Густаво Эверлейна изображен Кастелли, требующий, чтобы вице-король Бальтасар Идальго де Сиснерос разрешил открытое кабильдо.

Когда пришло известие о падении хунты Севильи, группа во главе с Кастелли и Бельграно возглавила процесс, приведший к Майской революции Кастелли и Сааведра были важнейшими лидерами того времени и первыми отвергли план Мартина Родригеса по изгнанию Сиснероса путем государственного переворота. После нескольких обсуждений они решили запросить открытое кабильдо, чрезвычайное народное собрание. Кастелли и Бельграно вели переговоры со старшим алькальдом и дворянином Хуаном де Лесика и прокурором Хулианом де Лейвой. Хотя они убедили их, им все еще требовалось разрешение самого Сиснероса, для чего Кастелли и Родригес отправились в его офис в форте Буэнос-Айреса. Ранее Корнелио Сааведра отказал Сиснеросу в поддержке Полка патрициев, утверждая, что с исчезновением Хунты Севильи, назначившей его вице-королем, он больше не имел права занимать эту должность.
Помимо своего красноречия, Хуан Хосе Кастелли известен как «Оратор Революции» из-за его большой активности во время «майской недели». Воспоминания очевидцев и участников упоминают его на многих площадках, где он принимал участие во многих мероприятиях. Он вел переговоры с Кабильдо и несколько раз посещал Форт, пока вице-король не уступил давлению. В то же время он проводил тайные встречи с другими креолами в доме Родригеса Пеньи, планируя их действия, и он выступал с креольскими ополченцами в казармах. Сам Сиснерос, описывая события в Совете Регентства, называл Кастелли «наиболее заинтересованным в новизне», то есть в революции.

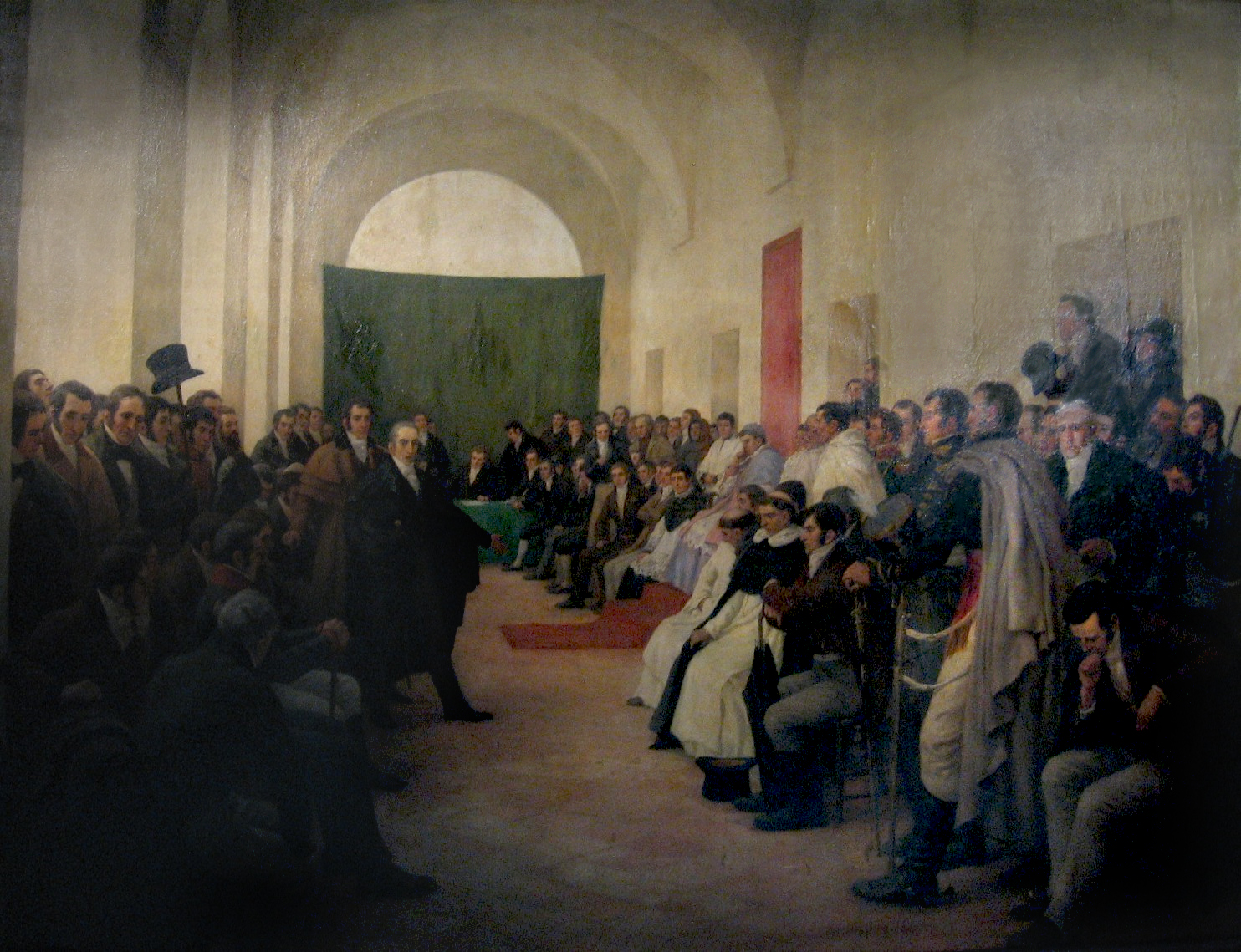
Открытое кабильдо 22 мая 1810 г.

Открытое кабильдо состоялось 22 мая 1810 года, обсуждалось, должен ли вице-король продолжать свою должность, и если нет, кто должен его заменить. Первое мнение было от епископа Бенито Луэ-и-Риеги, который считал, что Сиснерос должен продолжать свою должность и что, если вся Испания будет завоевана Францией, полуострова должны править в Америке. Кастелли настаивал на том, что в отсутствие законной власти суверенитет должен быть возвращен народу, он должен управлять собой сам. Идея смещения вице-короля в итоге возобладала, но поскольку Буэнос-Айрес не имел полномочий единолично решать новую форму правления, они избрали временное правительство. Окончательное решение должен был принять съезд депутатов, созванных из всех других городов. Однако возникли споры о том, кто должен осуществлять временное правительство: некоторые утверждали, что это должно делать Кабильдо, а другие, что это должна быть Хунта. Кастелли склонился перед предложением Сааведры сформировать Хунту, но с условием, что прокурор Кабильдо, Хулиан де Лейва, имел решающий голос при назначении. Добавляя это условие, Кастелли стремился добавить бывших сторонников Мартина де Альсаги, таких как Мариано Морено, Доминго Матеу и самого Хулиана Лейву.
Однако эта власть позволила Лейве совершить маневр, который Кастелли не ожидал. Хотя он одобрил конец правления Сиснероса в качестве вице-короля, Лейва сформировал хунту с Сиснеросом в качестве ее президента. Сиснерос остался бы у власти. Другими членами хунты были бы два испанца, священник Хуан Непомусено Сола и торговец Хосе Сантос Инчаурреги, и два креола, Корнелио Сааведра и Кастелли. Основная часть туземцев отвергла предложение: они не согласились, чтобы Сиснерос остался у власти, даже под другим названием. Они с подозрением относились к намерениям Сааведры и считали, что с одним Кастелли в хунте мало что можно будет достичь или вообще ничего. Кастелли и Сааведра подали в отставку в тот же день, чтобы оказать давление на Сиснероса и заставить его уйти в отставку, и хунта так и не пришла к власти.

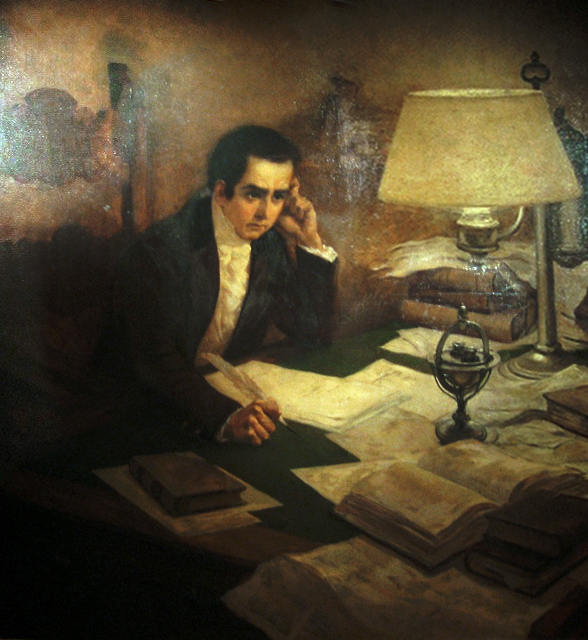
Мариано Морено разделял политические взгляды Хуана Хосе Кастелли.

В ту же ночь креолы собрались в доме Родригеса Пенья и составили список членов правящей хунты, который был представлен 25 мая. Тем временем Доминго Френч, Антонио Берути, Апарисио, Донадо и другие вооруженные люди заняли Пласа и ее входы. Список включал в себя представителей различных слоев местной политики. Лесика наконец сообщил Сиснеросу, что он больше не командует, и Первая хунта взяла власть в свои руки.
Кастелли и Мариано Морено возглавляли наиболее радикальные позиции Хунты. Они стали близкими друзьями, ежедневно навещая друг друга. Хулио Сесар Чавес описывал их как единомышленников, разделяющих проекты глубокой политической, социальной и экономической революции, основанной на большей свободе для испано-американских креолов. Он описывал их как прагматичных людей, готовых вознаградить союзников и наказать врагов революции, даже если это означало применение смертной казни. Их называли «якобинцами», сравнивая их действия с действиями времен террора Французской революции, но они не были франкофилами или афрансадос. Кроме того, сходство между революциями во Франции и Буэнос-Айресе было в значительной степени поверхностным.

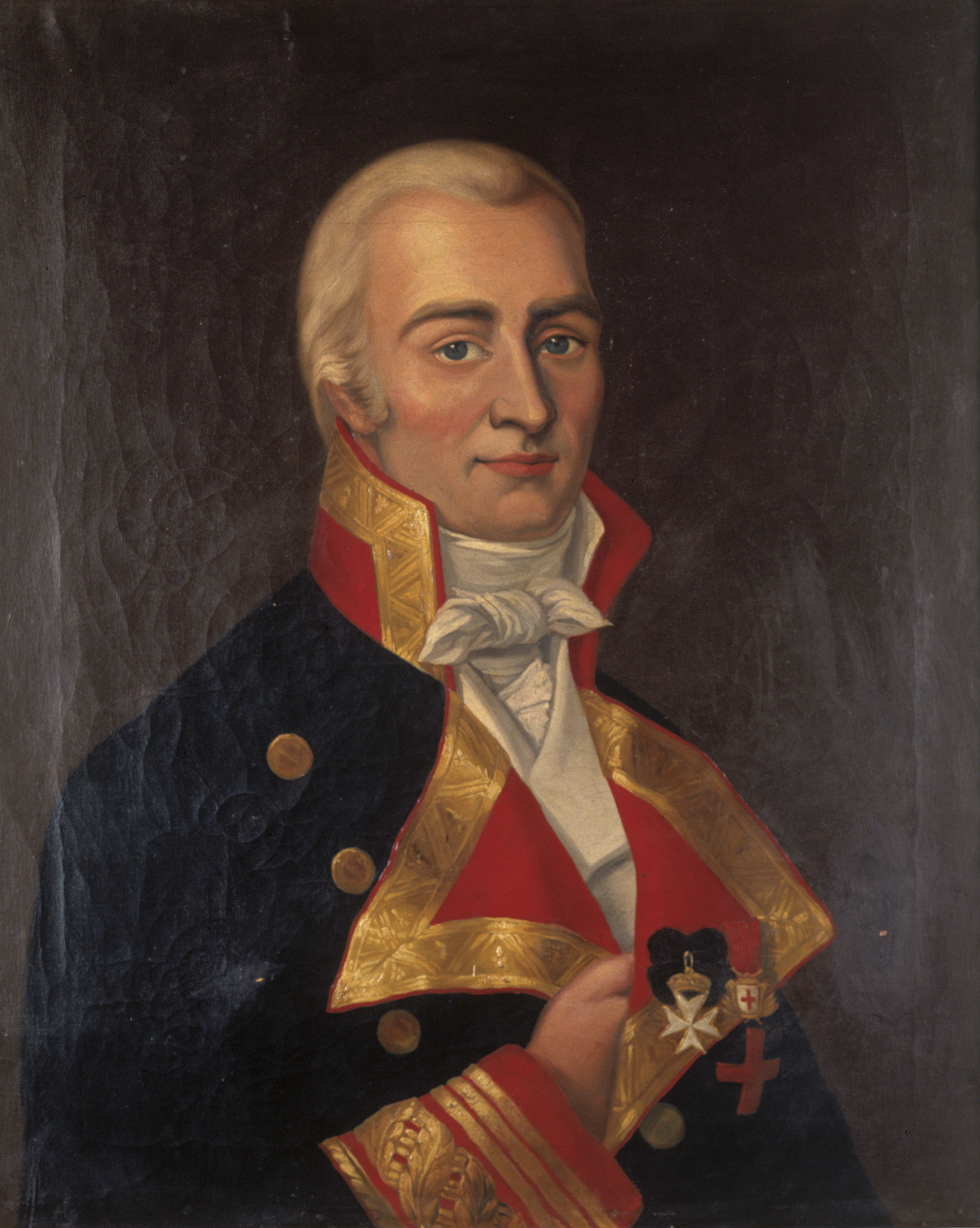
Сантьяго де Линьерс, застрелен после организации контрреволюции против Первой хунты

### Контрреволюция Линьерса
Услышав новости о смене правительства, бывший вице-король Сантьяго де Линьерс подготовил контрреволюцию из города Кордова, но Франсиско Ортис де Окампо разгромил его ополчение и захватил всех лидеров всего в нескольких стычках. Первоначальный приказ был отправить их в Буэнос-Айрес, но после их захвата Хунта решила казнить их. Это решение было принято в резолюции, подписанной всеми членами Хунты, за исключением Мануэля Альберти, поскольку как священник он не мог дать согласие на смертную казнь. Мера встретила сильное народное сопротивление в Кордове, поскольку Сантьяго де Линьерс и губернатор Хуан Гутьеррес де ла Конча были популярны, а казнь священника (Родриго де Орельяна, другой лидер контрреволюции) была отклонена как еретическая. Окампо и Чиклана решили продолжить выполнение первоначальных приказов и перевели заключенных в Буэнос-Айрес.
Хунта подтвердила приказ, но исключила епископа Кордовы Родриго де Орельяну, который был изгнан вместо него. Кастелли был уполномочен Хунтой обеспечить исполнение приказа о казни. Мариано Морено сказал: «Иди, Кастелли, и я надеюсь, что ты не подвергнешься той же слабости, что и наш генерал, если еще не выполнил решение, Ларреа пойдет, и, наконец, я пойду сам, если это необходимо».
Сразу после обнаружения заключенных он приказал и руководил их казнью: губернатора Кордовы Хуана Гутьерреса де ла Конча, бывшего вице-короля Сантьяго де Линьерса, бывшего губернатора Сантьяго Алехо де Альенде, советника Викторино Родригеса и бухгалтера Морено. Казнь состоялась в Кабеса-де-Тигре, на границе между Санта-Фе и Кордовой. Епископ Орельяна не был расстрелян, но был вынужден оказать духовную помощь осужденным и присутствовать при казни. Доминго Френч был уполномочен привести приговор в исполнение.
После расстрела Линьерса Кастелли ненадолго вернулся в Буэнос-Айрес и встретился с Морено. Военный министр поздравил его с поведением и назначил его членом, представляющим хунту, с полной властью руководить операциями в Ла-Пасе. Он также оставил ряд инструкций: Кастелли должен был передать правительство в руки патриотов, заручиться поддержкой местных жителей и расстрелять президента Ньето, губернатора Санса и епископа Ла-Паса в случае их пленения. Он получил аналогичные приказы захватить и казнить Хосе Мануэля де Гойенече, который уже победил мятежников революции Ла-Паса (восстание, похожее на Майскую революцию, которая произошла в Ла-Пасе, современная Боливия). Кастелли также было поручено спасти и призвать во вспомогательную армию солдат и патрициев, которые под командованием Висенте Ньето покинули Буэнос-Айрес в 1809 году, чтобы подавить революции в Чукисаке и Ла-Пасе. Подозревая этих солдат, Висенте Ньето разоружил их и отправил в качестве заключенных на рудники Потоси под надзором Франсиско де Паулы Санса. Более трети солдат погибли в течение месяца работы на рудниках.

### Кампания в Верхнем Перу

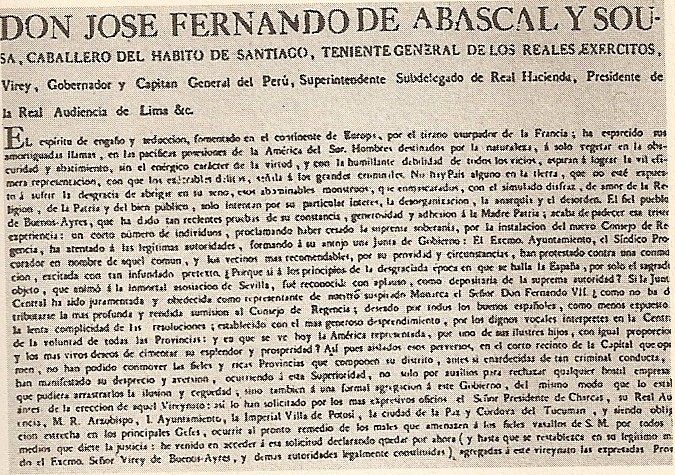
Приказ роялистского вице-короля, призывающий к отказу в признании Первой хунты

Кастелли не был хорошо принят в Кордове, где Линьерс был популярен, но он был в Сан-Мигель-де-Тукумане. В Сальте, несмотря на формальный хороший прием, у него возникли трудности с получением войск, мулов, еды, денег или оружия. Он взял на себя политическое руководство экспедицией в Верхнее Перу, сместив Иполито Виейтеса, и заменил Франсиско Ортиса де Окампо полковником Антонио Гонсалесом Балькарсе. Ему сообщили, что Кочабамба восстала в поддержку Хунты, но ему угрожали роялистские силы из Ла-Паса. Кастелли перехватил письмо от Ньето Гутьерресу де ла Конча, губернатору Кордовы, который уже был казнен за поддержку Линьерса. В этом письме упоминалась роялистская армия во главе с Гойенече, марширующая в Жужуй. Балькарсе, который двинулся в Потоси, был побежден Висенте Ньето в битве при Котагаите, поэтому Кастельи послал двести человек и две пушки, чтобы укрепить свои силы. С этими подкреплениями Балькарсе добился победы в битве при Суипаче , что позволило патриотам контролировать все Верхнее Перу без сопротивления.
В Вилья-Империале, одном из богатейших городов Верхнего Перу, открытое кабильдо призвало Гойенече уйти с их территории. Он повиновался, так как у него не было военной силы, чтобы одержать верх. Хуан Хосе Кастелли был принят в Потоси и потребовал, чтобы местные жители присягнули на верность Хунте. Он также потребовал, чтобы генералы-роялисты Франсиско де Паула Санс и Хосе де Кордова-и-Рохас подчинились ему. Он принял меры, чтобы операция по захвату Висенте Ньето была проведена исключительно выжившими членами Полка патрициев из рудников Потоси, которые были с почестями включены в Армию Севера. Санс, Ньето и Кордова были казнены на площади Потоси. Висенте Ньето утверждал, что умер счастливым, потому что это было под испанским флагом.
Кастелли создал свое правительство в Чукисаке, где он руководил сменой режима во всем регионе. Он спланировал реорганизацию рудников Потоси и реформу в университете Чаркаса. Он провозгласил конец рабства и подневольного труда коренных жителей в Верхнем Перу, и коренным жителям были предоставлены политические права, равные правам креолов. Кастельи запретил создание новых монастырей и приходов, чтобы избежать распространенной практики, когда под видом распространения христианской доктрины коренные жители принуждались к порабощению религиозными орденами. Он разрешил свободную торговлю и перераспределил земли, экспроприированные у бывших рабочих фабрик. Указ был опубликован на испанском языке, гуарани, кечуа и аймара. Он также основал несколько двуязычных школ. Несколько индейских вождей приняли участие в первой годовщине Майской революции, отмечавшейся в Тиауанако, где Кастелли отдал дань уважения древним инкам и призвал народ восстать против испанцев. Однако, несмотря на радушный прием, Кастелли понимал, что большая часть аристократии поддерживала вспомогательную армию из страха, а не из искренней поддержки.
В ноябре 1810 года он запросил у хунты разрешение на военную операцию: пересечь реку Десагуадеро, границу между двумя вице-королевствами, и взять под контроль перуанские города Пуно, Куско и Арекипу. Кастелли утверждал, что необходимо восстать против Лимы, поскольку ее экономика во многом зависит от этих округов, и если они потеряют власть над этой областью, главная цитадель роялистов окажется под угрозой. План был отклонен как слишком рискованный, и Кастелли выполнил первоначальные приказы.
В декабре пятьдесят три испанца были сосланы в Сальту, и решение было отправлено в хунту для одобрения. Доминго Матеу организовал отмену акта, утверждая, что Кастельи находился под влиянием клеветы и необоснованных обвинений. Поддержка Кастелли начала снижаться, в основном из-за благосклонного отношения к туземцам и решительного сопротивления церкви, которая критиковала публичный атеизм Бернардо Монтеагудо, секретаря Кастелли.
Хуан Хосе Кастелли также отменил миту в Верхнем Перу, обязательную форму государственной службы, граничащую с рабством. Мариано Морено также хотел положить конец мите, но к этому моменту Морено вышел из состава хунты . Без Кастелли в Буэнос-Айресе, чтобы выступить посредником между ними, споры между Морено и Сааведрой обострились. Хунта потребовала, чтобы Кастелли смягчил свои действия, но он продолжил придерживаться позиций, которые разделял с Морено. Несколько офицеров-сааведристов планировали похитить Кастелли, доставить его в Буэнос-Айрес для суда и передать командование Армией Севера Хуану Хосе Вьямонте. Однако сам Хуан Хосе Вьямонте не принял план, когда заговорщики сообщили ему об этом, и не пытался его осуществить.

### Битва при Уаки

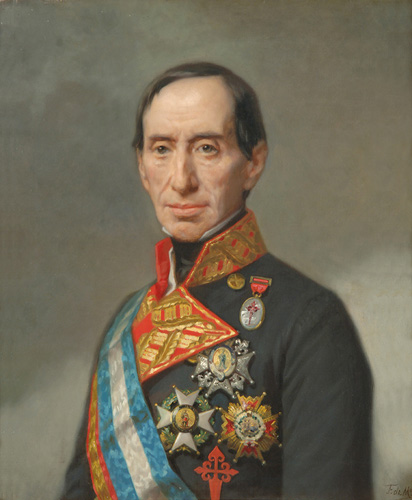
Хосе Мануэль де Гойенече, победитель битвы при Уаки

Приказ Хунты не продвигаться в Вице-королевство Перу был фактическим перемирием, которое продлится до тех пор, пока Кастелли не нападет на армию Гойенече. Хуан Хосе Кастелли попытался превратить ситуацию в формальное соглашение, которое подразумевало бы признание Хунты в качестве законного собеседника. Гойенече согласился подписать перемирие на 40 дней, чтобы дать Лиме время ратифицировать соглашение, но на самом деле он использовал это время для усиления своей армии. 19 июня, когда перемирие все еще действовало, передовой отряд роялистов атаковал позиции в Хурайкорагуа. Хуан Хосе Кастелли объявил перемирие нарушенным и объявил войну Перу.
Армия роялистов пересекла Десагуадеро 20 июня 1811 года, начав битву при Уаки. Армия ждала около Уаки, между равнинами Асапаналь и озером Титикака. Патриотическое левое крыло под командованием Диаса Велеса столкнулось с основной частью сил роялистов, в то время как центр был поражен солдатами Пио Тристана. Многие патриотические солдаты, набранные в Верхнем Перу, сдались или бежали, и многие из новобранцев из Ла-Паса перешли на другую сторону во время битвы. Хуан Хосе Вьямонте помог обеспечить поражение Кастельи, отказавшись присоединиться к конфликту.

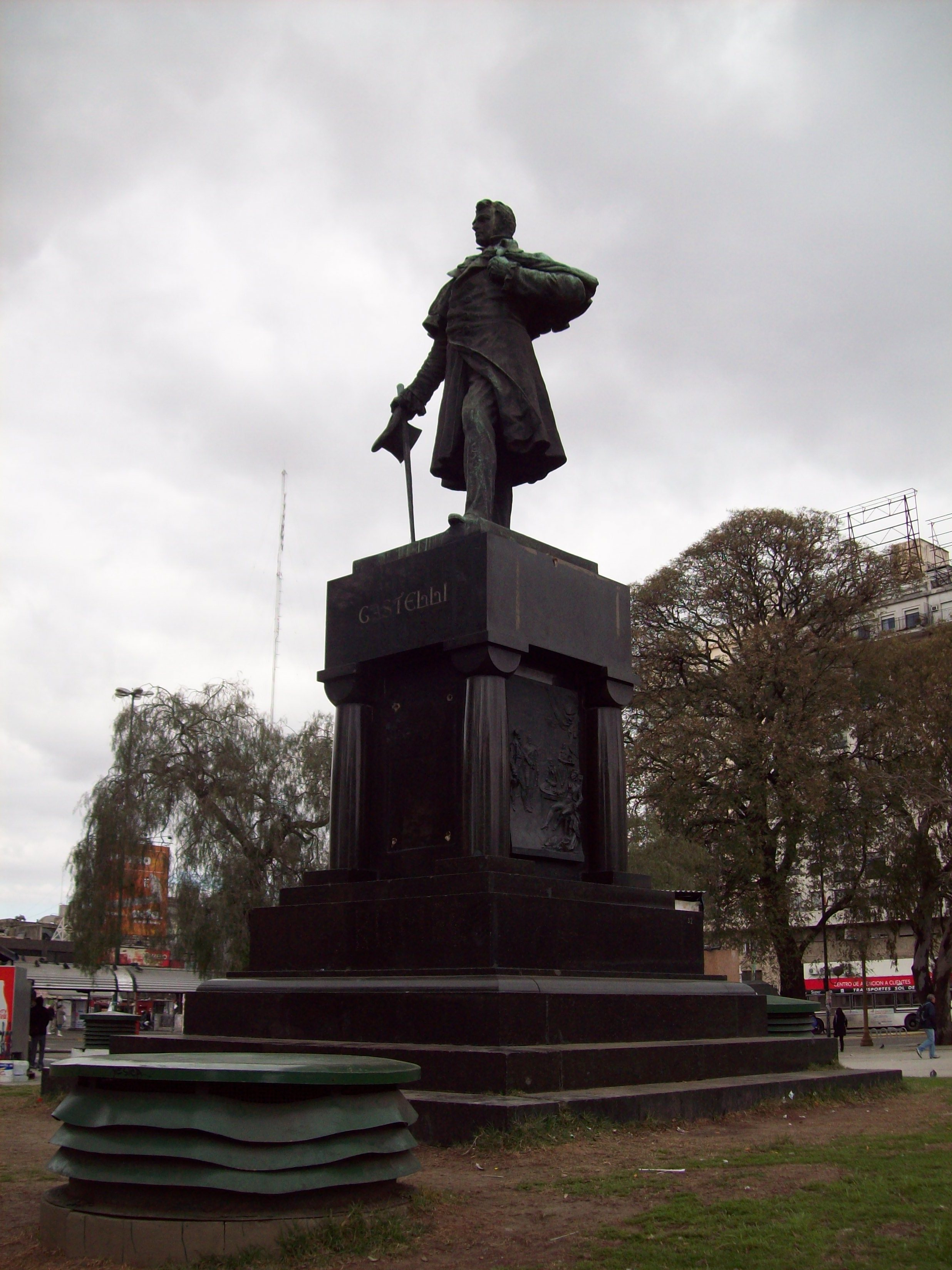
Памятник Хуану Хосе Кастелли на площади Конституции в Буэнос-Айресе.

Хотя потери Армии Севера были незначительными, она осталась деморализованной и расформированной. Гойенече преследовал бегущих патриотов и захватил Уаки после своей победы. Жители Верхнего Перу приветствовали роялистов, поэтому армии пришлось быстро покинуть эти провинции. Однако сопротивление Кочабамбы помешало роялистам отправиться в Буэнос-Айрес. Кастелли получил приказ вернуться в Буэнос-Айрес для суда. Однако к тому времени, как его уведомили, были отданы новые приказы: Кастельи должен быть заключен в Катамарке, в то время как сам Сааведра взял на себя командование Армией Севера. Корнелио Сааведра был свергнут, как только он покинул Буэнос-Айрес, и был заключен в Сан-Хуан. Первый триумвират, который к тому времени начал управлять, потребовал, чтобы Кастелли вернулся.
Оказавшись в Буэнос-Айресе, Хуан Хосе Кастелли оказался в политической изоляции. Триумвират и газета La Gazeta обвинили его в поражении при Уаки и искали наказания в качестве сдерживающего фактора. Его бывшие сторонники разделились на тех, кто поддерживал идеи Триумвирата, и тех, кто больше не мог помочь. Во время длительного судебного разбирательства Кастелли страдал от рака языка, из-за чего ему становилось все труднее говорить. Хуан Хосе Кастелли скончался от рака языка 12 октября 1812 года, когда судебный процесс все еще продолжался.